# Daniele nella fossa dei leoni (Rubens)

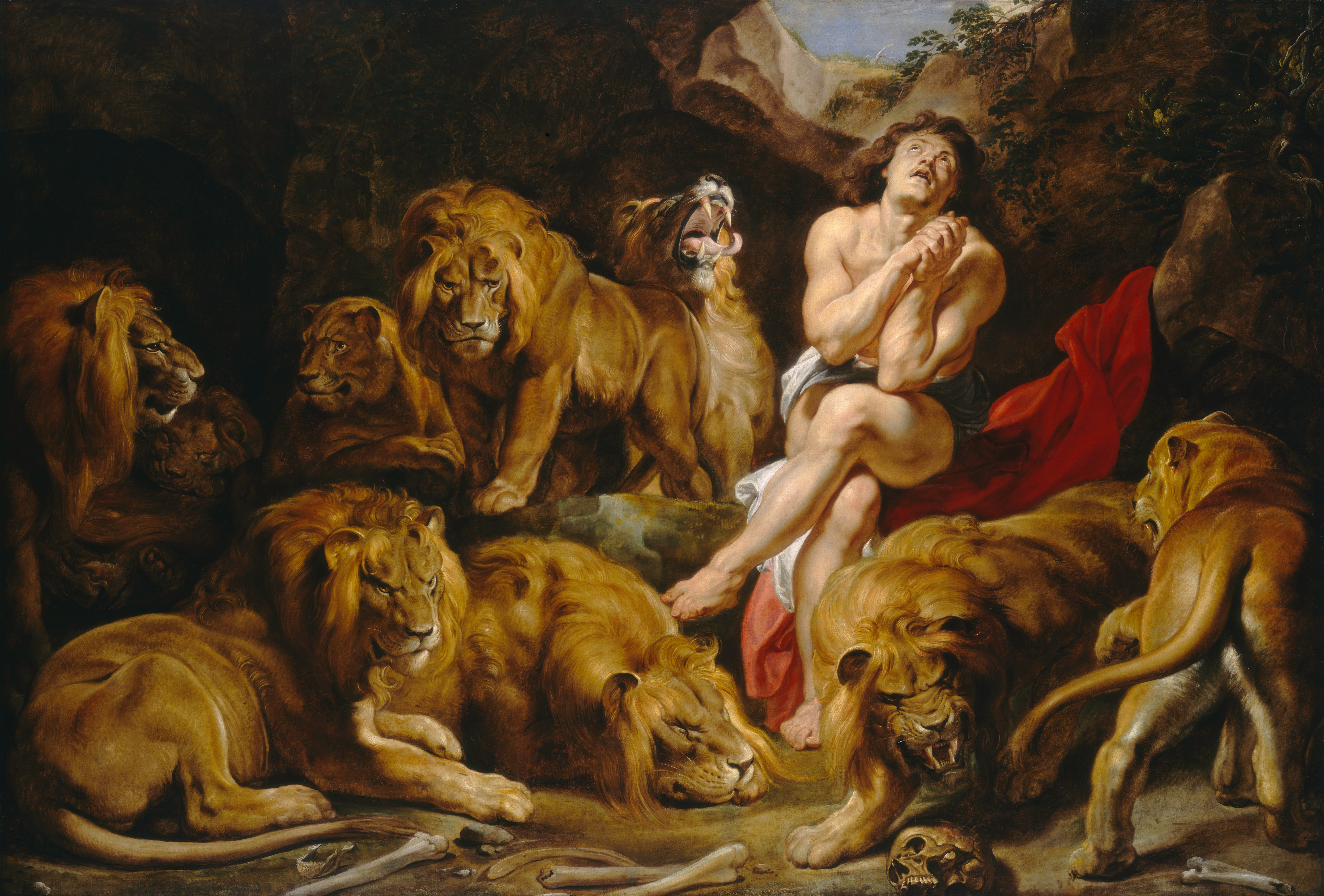
Il giovane profeta Daniele, ritratto qui nudo in mezzo ai leoni.

Daniele nella fossa dei leoni è un dipinto del 1615 dell'artista fiammingo Peter Paul Rubens; oggi si trova conservato nella National Gallery of Art di Washington.

## Descrizione
Il soggetto è preso dal libro di Daniele 6: 1-28. Rubens ha modellato i leoni su una specie marocchina, esempi dei quali sono stati poi introdotti nel serraglio del governatore spagnolo a Bruxelles. Nel 1618 ha acquisito più di un centinaio di pezzi di scultura classica, in cambio di questo dipinto, altri otto e una somma di denaro.

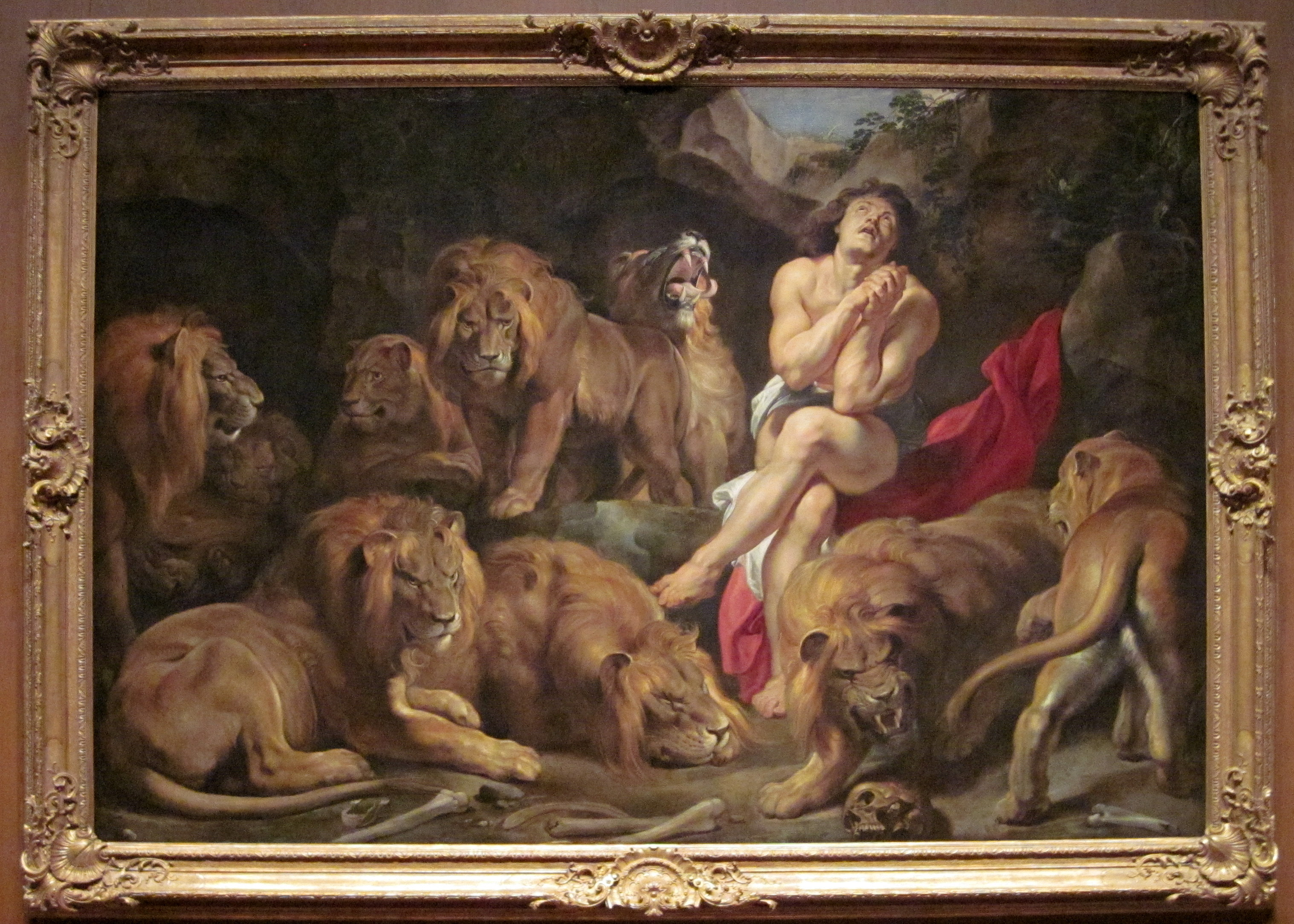
Il quadro in esposizione.